# 헤크 패밀리
《헤크 패밀리》(영어: The Middle)는 2009년 9월 30일부터 2018년 5월 22일까지 ABC에서 방영한 미국의 시트콤이다.

## 개요
미국 중서부 인디애나주 가상 마을 오슨에 사는 중산층 중년 중고차 중개인 프랭키, 지역 채석장 감독으로 일하는 깐깐한 남편 마이크, 자기중심적이고 인기가 많은 운동 선수 장남 액슬, 발랄하고 특이한 사고뭉치 장녀 수, 똑똑한 책벌레 막내 브릭으로 이뤄진 헥 가족의 일상을 그린다.

## 출연
메인
- 퍼트리샤 히턴 - 프랜시스 "프랭키" 헥 역
- 닐 플린 - 마이클 "마이크" 헥 역
- 찰리 맥더멋 - 액슬 헥 역
- 이든 셔 - 수 헥 역
- 애티커스 셰이퍼 - 브릭 헥 역
- 크리스 커탠 - 밥 위버 역

리커링
- 놈 맥도널드 - 러스티 헥 역